# Nagari Pagadih
Nagari Pagadih is een bestuurslaag in het regentschap Agam van de provincie West-Sumatra, Indonesië. Nagari Pagadih telt 1523 inwoners (volkstelling 2010).